# 白人餐
白人餐，又称白人饭，是2023年出现的中华人民共和国流行语，饮食内容包括生蔬菜、饼干、奶酪、火腿、水煮蛋或午餐肉，以及梨果、莓果等类水果。这种简易且可以快速解决的便餐，在城市内上班族（“社畜”）中很受欢迎，因为它可以减少备菜、烹饪和收拾的进食过程，解决办公室职员时间不够用的烦恼；这种追求效率的饮食文化在西方国家非常普遍，特点在于 “生、冷、少”，达到“省时、省力、省事”的目的，但是缺少中华传统饮食文化的味觉享受，因此在微博、小红书等社交平台，被调侃为白人们“维持生命体征”而糊弄的午餐、用最简单的方式组装的生食，戏称为“白人餐”或“白人饭”。
源自一位加拿大华裔在接受加通社采访，分享这种“苦难的食物”，然后在中国大陆成为网络迷因，引起两种不同的反应，有些人表示可以接受，因为非常简单和方便；有些人形容难以下咽，表示敷衍的饮食文化不值得推崇。“#whitepeoplefood”的主题标签流传回西方国家以后，欧美群体解释这种饮食习惯，通常只会在工作日的午餐时间，为了维持更好的工作状态，减少摄取高碳水食物令血糖指数快速升高，避免午饭后容易打瞌睡，并不是典型意义的“西餐”。
加拿大卑诗大学社会学教授艾米·汉瑟（Amy Hanser）认为，新移民慢慢地接受白人的社会文化，“白人餐”运动代表中国年轻人心态的转变；西蒙弗雷泽大学助理教授塔玛拉·索玛（Tammara Soma）则认为，“白人餐”的标签可能具有潜在的冒犯性。